# Lara Nakszyński
Lara Nakszyński (Marsella, 21 de marzo de 1967), también conocida como Lara Lamberti, es una actriz y productora de cine italoalemana, nieta de Klaus Kinski y prima de Nastassja Kinski, ambos reconocidos actores.

## Carrera
Nakszyński inició su carrera en el cine a comienzos de la década de 1980. En 1985 interpretó un papel secundario en la película de fantasía de Richard Fleischer Red Sonja y dos años después protagonizó la película de terror Aenigma del director italiano Lucio Fulci. Durante la década participó además en una variedad de series de televisión italianas.
En 2006 fundó la compañía de producción cinematográfica y de televisión Alshain Pictures.

## Filmografía destacada

### Cine
- Il ras del quartiere, de Carlo Vanzina (1983)
- La casa con la scala nel buio, de Lamberto Bava (1983)
- In punta di piedi, de Giampiero Mele (1984)
- Windsurf - Il vento nelle mani, de Claudio Risi (1984)
- Red Sonja, de Richard Fleischer (1985)
- Mahuliena, zlatá panna (1986)
- Secondo Ponzio Pilato, de Luigi Magni (1987)
- Aenigma, de Lucio Fulci (1987)

### Televisión
- Sogni e bisogni, de Sergio Citti (1985)
- Il generale, de Luigi Magni (1987)
- Rally, de Sergio Martino (1988)
- L'ombra della spia (1988)
- Guerra di spie, de Duccio Tessari (1988)
- La formula mancata, de Carlo Lizzani (1989)
- Der Showmaster (1993)
- Die Männer vom K3 (1993)
- Praxis Bülowbogen (1994)
- Un caso per due (1994)
- Alles ausser Mord (1995)
- Wolff - Un poliziotto a Berlino (1998)
- Tierarzt Dr. Engel, de Werner Masten (1999)
- Un posto al sole (2002)
- Alles Atze (2000-2007)